# 평성석탄공업대학
평성석탄공업대학(平城煤炭工業大學)은 평안남도 평성시에 위치한 대학이다. 이 대학교는 1968년 10월 30일에 설립되었다(당시 이름은 평남석탄공업대학이었으나 1997년에 개정됨). 전신은 청정광산야금대학의 석탄공업과였다(북조선의 석탄공업 기술자를 양성하던 곳이었음). 이 학교는 8개의 학과가 설치되었는데, 공장실습과 광산실습을 하기도 한다.

## 학과
- 탐사과
- 무연탄채굴공학과
- 유연탄채굴공학과
- 과학연구소
- 박사원